# Akył Sułajmanow
Akył Sułajmanow (kirg. Акыл Сулайманов; ur. 2003) – kirgiski zapaśnik walczący w stylu klasycznym. 
Zajął piąte miejsce na mistrzostwach Azji w 2025. Brązowy medalista mistrzostw Azji U-23 w 2024. Wicemistrz Azji juniorów w 2022 i 2023 roku.